# Ba Tri (huyện)
Ba Tri là một huyện ven biển cũ thuộc tỉnh Bến Tre cũ, Việt Nam.

## Địa lý
Huyện Ba Tri nằm ở phía cuối cù lao Bảo, có vị trí địa lý:
- Phía đông bắc giáp huyện Bình Đại với ranh giới tự nhiên là sông Ba Lai
- Phía tây bắc giáp huyện Giồng Trôm
- Phía tây nam giáp huyện Thạnh Phú với ranh giới tự nhiên là sông Hàm Luông
- Phía đông nam giáp Biển Đông (chiều dài đường bờ biển gần 10 km).

Do vị trí nằm giữa hai cửa sông lớn, huyện Ba Tri là điểm định cư sớm nhất của những lưu dân người Việt trên đất Bến Tre. Sau ngày 30 tháng 4 năm 1975, huyện Ba Tri có 1 thị trấn và 22 xã.
Huyện có diện tích 354,80 km², dân số năm 2019 là 184.730 người (đông nhất tỉnh Bến Tre), mật độ dân số đạt 521 người/km². Huyện lỵ là thị trấn Ba Tri nằm cách thành phố Bến Tre khoảng 36 km về phía đông nam.

## Hành chính
Huyện Ba Tri có 22 đơn vị hành chính cấp xã trực thuộc, bao gồm 2 thị trấn: Ba Tri (huyện lỵ), Tiệm Tôm và 20 xã: An Bình Tây, An Đức, An Hiệp, An Hòa Tây, An Ngãi Tây, An Ngãi Trung, An Phú Trung, Bảo Thạnh, Bảo Thuận, Mỹ Chánh, Mỹ Hòa, Mỹ Nhơn, Mỹ Thạnh, Phú Lễ, Phước Ngãi, Tân Hưng, Tân Thủy, Tân Xuân, Vĩnh An, Vĩnh Hòa.

## Lịch sử
Vào cuối thế kỷ XVII đầu thế kỷ XVIII, vùng đất Ba Tri vẫn còn hoang vắng. Đầu thế kỷ XVIII, một số cư dân người Việt gốc miền Trung đã đến đây định cư, làm nghề biển và khai phá đất đai.
Ban đầu, cù lao Bảo thuộc tổng Tân An, châu Định Viễn, dinh Phiên Trấn. Thời Gia Long, cù lao Bảo được đặt là tổng An Bảo. Năm 1808, tổng An Bảo gồm 63 làng. Đến triều Minh Mạng (1832), tổng An Bảo được thăng lên huyện với tên mới là Bảo An. Đến năm 1837, huyện Bảo An được chia thành hai huyện: Bảo An và Bảo Hựu. Huyện Bảo An (mới) nằm ở phía Đông cù lao Bảo, có diện tích gần tương đương với huyện Ba Tri ngày nay.
Đầu thời Pháp thuộc, Ba Tri là đại lý hành chính ở tỉnh Bến Tre. Sau là xã ở tổng Ba Tri, huyện Kiến Hòa, tỉnh Gia Định. Năm 1912, Ba Tri là quận của tỉnh Bến Tre, gồm có 5 tổng là: Bảo An với 4 làng, Bảo Lộc với 6 làng, Bảo Thuận với 6 làng, Bảo Trị với 5 làng.
Sau năm 1956, quận Ba Tri thuộc tỉnh Kiến Hòa, gồm 3 tổng và 15 xã. Ngày 2 tháng 7 năm 1967, quận Ba Tri nhận thêm 2 xã: An Ngãi Tây và Tân Hưng tách ra từ quận Giồng Trôm.
Sau ngày 30 tháng 4 năm 1975, Ba Tri là huyện của tỉnh Bến Tre, bao gồm thị trấn Ba Tri và 17 xã: An Bình Tây, An Đức, An Hiệp, An Hòa Tây, An Ngãi Tây, An Ngãi Trung, Bảo Thạnh, Mỹ Chánh Hòa, Mỹ Nhơn, Mỹ Thạnh, Phú Lễ, Phú Ngãi, Phước Tuy, Tân Hưng, Tân Thủy, Tân Xuân, Vĩnh Hòa.
Ngày 14 tháng 3 năm 1984, chia xã Tân Thủy thành 2 xã: Tân Thủy và An Thủy.
Ngày 16 tháng 4 năm 1985, địa giới hành chính huyện Ba Tri có một số điều chỉnh như sau:
- Chia xã Bảo Thạnh thành hai xã Bảo Thuận và Bảo Thạnh
- Chia xã Mỹ Chánh Hòa thành hai xã Mỹ Chánh và Mỹ Hòa
- Chia xã An Ngãi Trung thành hai xã An Ngãi Trung và An Phú Trung
- Sáp nhập ấp An Hội thuộc xã An Đức vào thị trấn Ba Tri
- Thành lập xã Vĩnh An trên cơ sở tách ấp Vĩnh Đức Trung của xã Vĩnh Hòa và các ấp An Nhơn, An Quới của xã An Hòa Tây.

Ngày 18 tháng 10 năm 2000, thành lập xã Tân Mỹ trên cơ sở 1.064,58 ha diện tích tự nhiên và 2.675 nhân khẩu của xã Mỹ Hòa, 171,09 ha diện tích tự nhiên và 1.693 nhân khẩu của xã Tân Xuân.
Ngày 20 tháng 1 năm 2016, Bộ Xây dựng ban hành quyết định công nhận thị trấn Ba Tri mở rộng đạt tiêu chuẩn đô thị loại IV.
Ngày 1 tháng 2 năm 2020, sáp nhập xã Phú Ngãi và xã Phước Tuy thành xã Phước Ngãi.
Ngày 10 tháng 4 năm 2023, thành lập thị trấn Tiệm Tôm trên cơ sở toàn bộ diện tích tự nhiên và quy mô dân số của xã An Thủy.
Huyện Ba Tri có 2 thị trấn và 21 xã.
Ngày 24 tháng 10 năm 2024, Ủy ban Thường vụ Quốc hội ban hành Nghị quyết số 1237/NQ-UBTVQH15 về việc sắp xếp đơn vị hành chính cấp xã của tỉnh Bến Tre giai đoạn 2023 – 2025 (nghị quyết có hiệu lực từ ngày 1 tháng 12 năm 2024). Theo đó, sáp nhập xã Tân Mỹ vào xã Mỹ Hòa.
Huyện Ba Tri có 2 thị trấn và 20 xã như hiện nay.

## Kinh tế
Vốn do phù sa của hai con sông Ba Lai và Hàm Luông bồi tụ nên, lại nằm sát biển, đất đai Ba Tri gồm những đồng ruộng, xen kẽ những con giồng, không có vườn tược trù phú như các huyện phía Tây.
Ngoài nghề trồng lúa và nghề làm giồng, làm muối, đánh bắt hải sản, trước năm 1945, nhân dân Ba Tri còn có nghề ươm tơ, dệt lụa. Lụa Ba Tri đã từng nổi tiếng trên thị trường Nam Kỳ. Do chiến tranh, nghề này đã bị mai một dần và cho đến nay chưa đủ điều kiện để phục hồi.

## Danh nhân
Nguyễn Đình Chiểu (1822-1888) là nhà thơ, nhà văn, danh nhân văn hoá thế giới. Là nhà thơ yêu nước, tiên phong chống Pháp trên lĩnh vực văn chương với tư tưởng, triết lý: "Chở bao nhiêu đạo thuyền không khẳm", "Đâm mấy thằng gian bút chẳng tà". Hiện nay, phần mộ của ông cùng vợ và con gái toạ lạc tại: ấp Giồng Cục, xã An Đức.
Xã Bảo Thạnh là quê hương của Phan Thanh Giản (vị tiến sĩ đầu tiên của Nam Kỳ), đồng thời còn là nơi an nghỉ của nhà giáo Võ Trường Toản.
Cũng tại nơi đây, nhà thơ Nguyễn Đình Chiểu đã sáng tác và đọc bài Văn tế nghĩa sĩ Cần Giuộc trước đông đảo quần chúng nhân dân. Ngoài ra, không thể không nhắc tới Thái Hữu Kiểm, người mang theo câu chuyện ông già Ba Tri trong dân gian.